# Pavle Đurišić
Pavle Đurišić (Podgorica, 9. srpnja 1909. – Lijevče polje, 12. travnja 1945.), srpski sudionik Drugog svjetskog rata iz Crne Gore, četnički vojvoda, ratni zločinac.

## Životopis
Do Travanjskog rata bio je aktivni časnik jugoslavenske vojske. U srpnju 1941. bio je jedan od organizatora narodnog ustanka u Crnoj Gori protiv Talijana, međutim kasnije surađuje s njima protiv partizana. Tijekom 1943. postrojbe pod njegovim zapovjedništvom vršile su pokolje nad muslimanima Bosne, Hercegovine i Sandžaka. Jedan od najranijih događaja bio je niz pokolja muslimana u jugoistočnoj Bosni u prosincu 1941. i siječnju 1942. osobito na području Foče gdje je ubijeno preko 2 000 ljudi. Još neke provale četničkog terora nad muslimanima Foče zbile su se u kolovozu 1942. Najgori se teror prema muslimanima odvijao u Sandžaku i jugoistočnoj Bosni u siječnju i veljači 1943. "Akcije čišćenja" provedene su najprije u Bijelom Polju, pa u Čajničama, pa u Foči, pa u Pljevlji. Četnički gubici bili su minimalni, a muslimana je stradalo desetak tisuća. Prema izvješću Pavla Đurišića Draži Mihailoviću od 10. siječnja spaljena su 33 muslimanska sela, ubijeno je 400 muslimanskih boraca (članova tzv. Muslimanske milicije koju su pomagali Talijani) i oko 1 000 žena i djece nasuprot 14 mrtvih i 26 ranjenih četnika. Po Đurišićevom izvješću od 13. veljače ubijeno je oko 1 200 muslimanskih boraca i oko 8 000 staraca, žena i djece. Četnički gubici u toj akciji bili su 22 mrtva i 32 ranjena. Uništena je sva imovina osim stoke, žita i sijena koji su zaplijenjeni. Gubici muslimana bili bi veći da veliki broj njih nije na vrijeme pobjegao s tog područja, pretežno u Sarajevo. Te "akcije čišćenja" bile su djelomično provođenje plana koji se posebno spominje u Mihailovićevoj direktivi od 20. prosinca 1941. Đurišiću i Lašiću, a odnosi se na čišćenje Sandžaka od muslimana i Bosne od muslimana i katolika. 
Iste godine zajedno s Talijanima sudjeluje u napadu na partizane. 14. svibnja 1943. zarobili su ga Nijemci i odveli ga u zarobljenički logor u Galiciji, nedaleko od grada Strya u današnjoj Ukrajini (tada Poljskoj). Uspio im je pobjeći u kolovozu, no poslije je opet zarobljen od strane srpskih kvinsliških snaga koje su ga smjesta predale Nijemcima. Nakon kapitulacije Italije Nijemci su ga pustili iz zarobljeništva kako bi bio iskorišten za borbu protiv partizana te počinje surađivati s njima i s vladom Nedićeve Srbije. Uz pomoć Milana Nedića, Dimitrija Ljotića i Nijemaca 1944. stvara crnogorski dobrovoljački korpus. 12. travnja 1945. zarobljavaju ga i ubijaju ustaše u okolici Banje Luke. Drugi pak tvrde da je ubijen 21. travnja u logoru u Staroj Gradišci.
Đurišić je vrlo cijenjen u velikosrpskim (četničkim) krugovima i o njemu postoji jedna od najpoznatijih četničkih pjesama Đurišiću mlad majore Direktno je odgovoran za provođenje genocida prema ne-srpskom stanovništvu.